# Interisland Airlines
Interisland Airlines là một hãng hàng không đóng trụ sở ở Thành phố Pasay, Manila, Philippines. Hãng này phục vụ bay vận chuyển hành khách và hàng hoá nội địa theo lịch trình và các chuyến bay thuê bao quốc tế. Cơ sở chính đóng ở Sân bay quốc tế Ninoy Aquino, Manila.
Hàng bắt đầu hoạt động như một công ty taxi hàng không với tên Interisland Air Services, năm 1986. Năm 2004, hãng có hai chiếc máy bay 36 chỗ ngồi Yakovlev Yak-40 và tháng 12 năm 2004 bắt đầu hoạt động với tên Interisland Airlines. Chủ sở hữu là Consuelo Helgen (chủ tịch), Gloria Belen, Luc Helgen), Lydia Dizon, Marcelo Pervera và có 36 nhân công (tháng 3 năm 2007).

## Các tuyến bay
Interisland Airlines có các tuyến nội địa sau (tháng 3 năm 2009):
- Manila - Trung tâm chính
- Malay - Thuê bao
- Tablas - Thuê bao
- Vigan

## Đội tàu bay

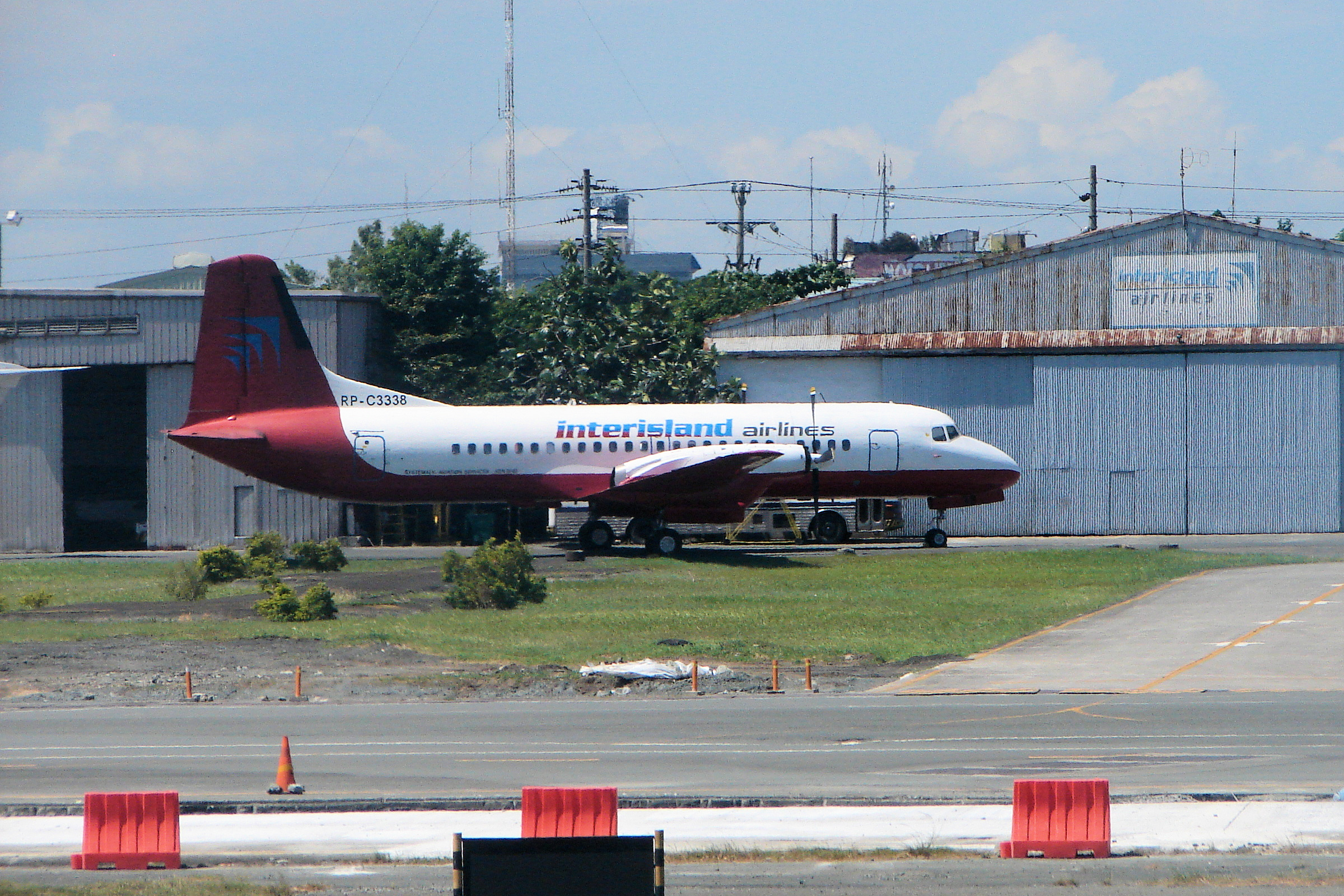
Interisland Airlines NAMC YS-11

Thời điểm tháng 3 năm 2009, Interisland Airlines có các máy bay sau:
- 1 Antonov 12 - hàng hoá
- 1 Antonov 24
- 1 Antonov 26 - hàng hoá
- 1 Dornier Do 28
- 1 Yakovlev Yak-40
- 1 YS-11

### Máy bay đã từng sử dụng
Đến tháng 3 năm 2009, hãng này cũng sử dụng:
- 1 Yakovlev Yak-40